# Alberto Onofre
Alberto Onofre Cervantes (Guadalajara, Jalisco, 5 de julio de 1947 - 9 de enero de 2025) fue un futbolista mexicano que se desempeñaba en la posición de mediocampista. Jugó para el Club Deportivo Guadalajara. Jugador de clase excepcional en la media cancha en alguna ocasión el comentarista deportivo mexicano Fernando Marcos se refirió mencionando: este muchacho tiene tanta calidad que es un "garbanzo de a libra" y con calidad de exportación.

## Biografía
Nace en 1947 en la ciudad de Guadalajara, Jalisco vivió y creció en la Colonia Fresno al sur de la ciudad. Hijo de Dionisio Onofre Cabrera, tornero de profesión, y Rafaela Cervantes Ramírez, fue el quinto de diez hermanos, los cuales llevan por nombre Ernesto, Guadalupe, Beatriz, Teresa, Ramón, Cristina, Rodolfo, Carlos y Arturo.
Nunca se interesó mucho en el estudio y al terminar la primaria decide dejar la escuela para dedicarse a lo que le gustaba, el fútbol. Sus inicios en este deporte se dieron en el barrio, poco tiempo después se formó un equipo al que llamaron Jalisco y participó en la Liga Poniente, estuvo ahí hasta la temporada 1968-69 cuando se dedicó totalmente al Club Deportivo Guadalajara.
Su primer contacto con el Club Guadalajara se dio a los 12 años, debido a que su hermano Ernesto conocía a Sabás Ponce este se lo presentó y fue así como se fue a probar con las Chivas. Después de ahí ingreso a las juveniles y después de superar la oposición de su padre logró debutar en 1964 a sus diecisiete años.
Fue un mediocampista de gran toque, y con un buen cabeceo, característica que le hizo marcar varios goles. Antes del Mundial de 1970 se le consideraba uno de los mejores jugadores del fútbol mexicano, controlaba el mediocampo de la selección y establecía los tiempos.
A cuatro días del inicio del Campeonato Mundial de México 70, se lesionó a sus veintitrés años un choque accidental con el compañero de la Selección Mexicana, Juan Manuel Alejándrez durante el entrenamiento dio como resultado la fractura de tibia y peroné del magnífico volante jalisciense, nunca quedó bien después de esa lesión. Sobre todo, porque era la máxima figura y el volante que pudo cambiar la historia del fútbol azteca. Fue sustituido por Marcos Rivas "El Mugrosito", mediocampista del Club Atlante. Con Alberto Onofre en la Selección Mexicana no podemos saber hasta donde habría llegado esta Selección.
Pero después de 2 temporadas inactivo y bajo estrictos programas de rehabilitación de acuerdo a la época, regresó a las canchas por dos temporadas más. Pero ya no fue el mismo, quedando con secuelas psicológicas severas y bloqueo mental que nunca pudo superar. Prefirió retirarse a los veintisiete años cuando muchos empiezan a esta edad su carrera profesional.
Obtuvo la medalla de oro en los V Juegos Panamericanos de Winnipeg Canadá en 1967, con la selección juvenil de México y el campeonato de liga 1969-70 con Chivas.
Fue tornero de profesión, y se hizo cargo de su propio negocio en la colonia Miravalle de la ciudad de Guadalajara, Jalisco.

## Palmarés

### Títulos nacionales
| Título               | Equipo      | País   | Año     |
| -------------------- | ----------- | ------ | ------- |
| Primera División     | Guadalajara | México | 1969-70 |
| Copa México          | Guadalajara | México | 1969-70 |
| Campeón de Campeones | Guadalajara | México | 1969-70 |

### Distinciones individuales
| Distinción                        | Año     |
| --------------------------------- | ------- |
| Máximo goleador de la Copa México | 1969-70 |